# Општина Дамбовичоара (Арђеш)
Дамбовичоара (рум. Dâmbovicioara) општина је у Румунији у округу Арђеш.
Oпштина се налази на надморској висини од 925 m.